# Chicago Marathon 2003
De Chicago Marathon 2003 vond plaats op 12 oktober 2003.

## Uitslagen

### Mannen
| rang   | naam                  | land | tijd    |
| ------ | --------------------- | ---- | ------- |
| Goud   | Evans Rutto           | KEN  | 2:05.50 |
| Zilver | Paul Koech            | KEN  | 2:07.07 |
| Brons  | Daniel Njenga         | KEN  | 2:07.41 |
| 4      | Peter Chebet Kiprono  | KEN  | 2:08.43 |
| 5      | Jimmy Muindi          | KEN  | 2:08.57 |
| 6      | Abdelkader El Mouaziz | MAR  | 2:09.38 |
| 7      | Meb Keflezighi        | USA  | 2:10.03 |
| 8      | Hendrick Ramaala      | RSA  | 2:10.55 |
| 9      | Sisay Bezabeh         | AUS  | 2:11.08 |
| 10     | Josephat Kiprono      | KEN  | 2:11.30 |
| 11     | Alinio Carrasco       | COL  | 2:12.09 |
| 12     | Joseph Ngolepus       | KEN  | 2:14.23 |
| 13     | Ben Kimondiu          | KEN  | 2:15.10 |
| 14     | Todd Reeser           | USA  | 2:15.11 |
| 15     | Peter Githuka         | KEN  | 2:15.23 |
| 16     | Mark Steinle          | GBR  | 2:15.41 |
| 17     | Jeff Schiebler        | CAN  | 2:17.22 |
| 18     | Peter Gilmore         | USA  | 2:17.33 |
| 19     | Mike Donnely          | USA  | 2:17.54 |
| 20     | Jason Lehmkuhle       | USA  | 2:18.24 |

### Vrouwen
| rang   | naam                    | land | tijd    |
| ------ | ----------------------- | ---- | ------- |
| Goud   | Svetlana Zacharova      | RUS  | 2:23.07 |
| Zilver | Constantina Diță        | ROU  | 2:23.35 |
| Brons  | Jeļena Prokopčuka       | LAT  | 2:24.53 |
| 4      | Albina Ivanova          | RUS  | 2:25.35 |
| 5      | Grazyna Syrek           | POL  | 2:26.22 |
| 6      | Malgorzata Sobanska     | POL  | 2:27.50 |
| 7      | Colleen De Reuck        | USA  | 2:28.01 |
| 8      | Madina Biktagirova      | RUS  | 2:28.33 |
| 9      | Nuta Olaru              | ROU  | 2:29.00 |
| 10     | Deeja Yougquist         | USA  | 2:29.01 |
| 11     | Anastasia Ndereba       | KEN  | 2:30.21 |
| 12     | Madaí Pérez             | MEX  | 2:31.34 |
| 13     | Jenny Spangler          | USA  | 2:32.39 |
| 14     | Tina Connely            | CAN  | 2:35.39 |
| 15     | Jackie Gallagher        | AUS  | 2:37.19 |
| 16     | Rachel Sauder-Kinsman   | USA  | 2:37.49 |
| 17     | Kimberley Fitchen-Young | USA  | 2:39.39 |
| 18     | Jennifer Tonkin         | USA  | 2:40.23 |
| 19     | Lidia Şimon             | ROU  | 2:40.53 |
| 20     | Erica Larson            | USA  | 2:40.53 |

1977 ·
1978 ·
1979 ·
1980 ·
1981 ·
1982 ·
1983 ·
1984 ·
1985 ·
1986 ·
1987 ·
1988 ·
1989 ·
1990 ·
1991 ·
1992 ·
1993 ·
1994 ·
1995 ·
1996 ·
1997 ·
1998 ·
1999 ·
2000 ·
2001 ·
2002 ·
2003 ·
2004 ·
2005 ·
2006 ·
2007 ·
2008 ·
2009 ·
2010 ·
2011 ·
2012 ·
2013 · 
2014 · 
2015 · 
2016 · 
2017 · 
2018 · 
2019 · 
2021 · 
2022 · 
2023